# Zofia Fijałkowska
Zofia Elżbieta Fijałkowska (ur. 30 września 1909 w Warszawie, zm. 1989) – polska graficzka i malarka działająca w Warszawie.

## Życiorys
Urodziła się 30 września w Warszawie jako córka Wojciecha.
W latach 1927−1938 studiowała w Szkole Sztuk Pięknych w Warszawie u Władysława Skoczylasa, Edmunda Bartłomiejczyka i Stanisława Ostoi-Chrostowskiego. Zadebiutowała w 1936 roku na II Międzynarodowej Wystawie Drzeworytów w Warszawie, gdzie została wyróżniona. W latach 1936–1939 była członkiem grupy grafików „Czerń i Biel”. W tym okresie uprawiała głównie drzeworyt. W latach 1937–1938 powstał cykl drzeworytów o tematyce górskiej. W drugiej połowie lat 30 do ulubionych tematów artystki należały pejzaże: aleje parkowe, leśne polany, widoki górskie. Poza drzeworytem projektowała kartki okolicznościowe, ilustracje, tworzyła ekslibrisy a także zajmowała się grafiką użytkową – tworzyła ilustracje do książek dla dzieci.
Po roku 1945 porzuciła grafikę na rzecz rysunku, malarstwa ilustracyjnego i projektowania użytkowego. Należała do Bloku Zawodowych Artystów Plastyków oraz do Związku Polskich Artystów Grafików.

## Ordery i odznaczenia
- Złoty Krzyż Zasługi (11 lipca 1955)[3]
- Medal 10-lecia Polski Ludowej (19 stycznia 1955)[7]